# Nulti broj
Nulti broj (tal. Numero zero) je roman talijanskog pisca Umberta Eca objavljen 2015. godine.

## Radnja
Glavni junak romana je Colonna, propali pisac koji radi u uredništvu novina "Domani", i zajedno s pet trošnih novinara pokušava objaviti novine kojima je suđeno da ne budu objavljene.

## Izdanje
- Umberto Eco, Numero zero, Bompiani, Milano 2015. ISBN 9788845278518